# La grande scrofa nera
La grande scrofa nera è un film del 1972 diretto da Filippo Ottoni.

## Trama
"La grande scrofa nera" è un'espressione che viene data alla famiglia Mazzara, composta da Enrico, aperto agli interessi dei nuovi tempi, dalla nonna, da suo padre, una persona autoritaria, e i suoi quattro fratelli. Enrico sposa Anita, ma, dato che alla famiglia non piacciono gli estranei, la nuova arrivata non riesce ad ambientarsi, soprattutto per i continui conflitti accesi che si verificano in casa e dai quali vorrebbe fuggire.
Anita incontra il medico Ramez, con cui fugge, quest'ultimo però muore in viaggio per colera. Enrico la raggiunge, cerca di riportarla a casa, desideroso di ucciderla, ma recede nei suoi propositi e cerca di riallacciare un rapporto con lei. I fratelli violentano a turno la cognata per ordine del padre e quando lo viene a sapere, Enrico uccide i fratelli, la sorella e il padre, poi fugge con la nonna e con la moglie, che morirà poco dopo in manicomio, consegnandosi infine alla polizia.

## Distribuzione
Il film avrebbe dovuto essere presentato al Festival di Taormina nel luglio 1972, ma il regista decise di ritirarlo in segno di solidarietà verso Guglielmo Biraghi; diverse organizzazioni sindacali e professionali del settore protestarono per la nomina (avvenuta a insaputa di Biraghi) a vicedirettore della manifestazione di Alessandro Anastasi, critico di un giornale siciliano di estrema destra. Due giorni prima dell'inizio del festival, Biraghi e i critici del Sindacato Nazionale Critici Cinematografici Italiani che componevano la giuria si dimisero in gruppo.
Fu distribuito nei cinematografi a partire dal 14 agosto, col divieto ai minori di 18 anni, in seguito ridotto a 14 dopo un ricorso ad ottobre dello stesso anno.

## Accoglienza

### Incasso
Il film incassò 37 milioni di lire.

### Critica
(vice, l'Unità, 20 agosto 1972)
(Achille Valdata, Stampa Sera, 25 agosto 1973)